# Gyenes Ernő
Gyenes Ernő, születési és 1908-ig használt nevén Grünblatt Ernő (Homonna, 1891. december 27. – Budapest, 1937. szeptember 1.) gyermekgyógyász, egyetemi tanársegéd.

## Életpályája
Grünblatt Jakab (1835–1901) és Flegmann Róza (1856–1909) fiaként született Homonnán, ahol apja járásorvos volt. Középiskolai tanulmányait a Jászóvári Premontrei Kanonokok Kassai Főgimnáziumában (1901–1902) kezdte, majd a Budapesti V. kerületi Magyar Királyi Állami Főgimnáziumban folytatta (1902–1909). Egyetemi éveit a Budapesti Tudományegyetem Orvostudományi Karán, Breslauban, Bécsben és Berlinben töltötte. Medikusként az I. sz. Bonctani, Szövettani és Fejlődéstani Intézetben gyakornokoskodott. Az első világháború idején negyvenegy hónapot töltött a fronton. 1916 májusában a 18. helyőrségi kórház tartalékos segédorvosaként megkapta a koronás arany érdemkeresztet a vitézségi érem szalagján. 1917 februárjától tartalékos főorvossá léptették elő. A következő évben a pozsonyi Erzsébet Tudományegyetem Gyermekklinikáján működött Heim Pál mellett. Onnan visszatért a Budapesti Tudományegyetem Anatómiai Intézetéhez tanársegédnek. 1920-ban a Charité Poliklinika Gyermekgyógyászati Osztályának asszisztense lett, 1929 után pedig a Budai Ambulatórium Poliklinika gyermekosztályának vezető főorvosaként dolgozott. Kórházi állása mellett a Vörösmarty utca 45. szám alatti rendelőjében fogadta betegeit. A Szent Margit Kórházban hunyt el. Halálát agyvérzés okozta.
A Kozma utcai izraelita temetőben nyugszik.

## Családja
Felesége Pollacsek Aliz volt, Pollacsek Henrik budapesti fakereskedő lánya, akivel 1918. március 18-án Budapesten, a Terézvárosban kötött házasságot. Gyermekük Gyenes Éva (1922–?).

## Díjai, elismerései
- Koronás arany érdemkereszt a vitézségi érem szalagján (1916)